# Feh (visor de imágenes)
feh Es un visor de imágenes ligero dirigido principalmente a usuarios de interfaces de línea de comandos.
A diferencia de la mayoría de visores de imágenes, feh no tiene cualquier elemento de control gráfico, además del nombre de archivo opcional, también es usado para mostrar imágenes de fondo en sistemas que ejecutan el sistema de ventana X . feh ofrece cuatro modos diferentes de operación, que pueden ser controlados mediante parámetros en línea de comandos: diapositivas, miniaturas de imágenes, listas, y ventanas múltiples.